# Andrallus spinidens
Andrallus
Genre
Espèce
Andrallus spinidens, unique représentant du genre Andrallus, est une espèce d'insectes de la famille des Pentatomidae (sous-ordre des hétéroptères, les punaises).

## Classification
Le genre Andrallus est créé en 1905 par l'entomologiste finlandais Ernst Evald Bergroth.
Andrallus a pour synonyme :
- Audinetia Ellenrieder, 1862

L'espèce Andrallus spinidens a été initialement décrite en 1787 par Johan Christian Fabricius sous le protonyme Cimex spinidens Fabricius, 1787.
Andrallus spinidens a pour synonymes, :
- Acanthidium cinctum Montrouzier, 1858
- Andrallus aculeata (Ellenrieder, 1862)
- Apateticus ludovicianus Stoner, 1917
- Asopus geometricus Burmeister, 1835
- Audinetia aculeata Ellenrieder, 1862
- Cimex spinidens Fabricius, 1787
- Pentatoma aliena Westwood, 1837
- Polycarmes cinctum (Montrouzier, 1858)

## Publications originales
- Genre Andrallus :
  - (la) « Rhynchota Aethiopica. IV », Annales de la Société Entomologique de Belgique, vol. 49,‎ 1905, p. 368–378 (lire en ligne, consulté le 4 octobre 2023)
- Espèce Andrallus spinidens, sous le taxon Cimex spinidens :
  - (la) J.C. Fabricius, Mantissa insectorum, sistens eorum species nuper detectas adiectis characteribus genericis, differentiis specificis, emendationibus, observationibus, vol. 2, 1787, 382 p. (lire en ligne), p. 285.